# Lionhead Studios
Lionhead Studios was een computerspelontwikkelaar uit het Verenigd Koninkrijk. Het werd in 1997 opgericht door Peter Molyneux nadat deze zijn eerdere bedrijf, Bullfrog Productions, had verkocht aan Electronic Arts. Het bedrijf is genoemd naar de hamster van mededirecteur Mark Webley.
In april 2006 werd Lionhead Studios overgenomen door Microsoft Studios die sindsdien de exclusieve uitgever is van de spellen van Lionhead.

## Computerspellen
Het eerste spel van Lionhead was Black & White (een levenssimulatiespel) dat werd uitgegeven door Electronic Arts. Met de niet eerdere geziene combinatie van kunstmatig leven, real-time strategy en beat 'em up-spelelementen werd dit spel door spelers en critici goed ontvangen.
Ook het tweede volwaardige spel met de title Fable (Xbox) werd zeer goed ontvangen, hoewel Molyneux voorafgaand aan de release veel meer mogelijkheden had beloofd.

## Lijst van computerspellen
| Jaar | Titel                               | Platform                          | Noten                           |
| ---- | ----------------------------------- | --------------------------------- | ------------------------------- |
| 2001 | Black & White                       | Microsoft Windows, Mac OS X       |                                 |
| 2002 | Black & White: Creature Isle        | Microsoft Windows, Mac OS X       | Uitbreiding van Black & White   |
| 2004 | Fable                               | Xbox                              |                                 |
| 2005 | Fable: The Lost Chapters            | Microsoft Windows, Mac OS X, Xbox | Uitbreiding van Fable           |
| 2005 | Black & White 2                     | Microsoft Windows, Mac OS X       |                                 |
| 2005 | The Movies                          | Microsoft Windows, Mac OS X       |                                 |
| 2006 | Black & White 2: Battle of the Gods | Microsoft Windows, Mac OS X       | Uitbreiding van Black & White 2 |
| 2006 | The Movies: Stunts & Effects        | Microsoft Windows, Mac OS X       | Uitbreiding van The Movies      |
| 2008 | Fable II                            | Xbox 360                          |                                 |
| 2010 | Fable III                           | Microsoft Windows, Xbox 360       |                                 |
| 2012 | Fable Heroes                        | Xbox 360                          |                                 |
| 2012 | Fable: The Journey                  | Xbox 360                          |                                 |